# Qualis
O Qualis, Qualis-Periódicos ou Qualis/CAPES, é um sistema brasileiro de avaliação de periódicos, mantido pela Coordenação de Aperfeiçoamento de Pessoal de Nível Superior (CAPES), que relaciona e classifica os veículos utilizados para a divulgação da produção intelectual dos programas de pós-graduação do tipo "stricto sensu" (mestrado e doutorado), quanto ao âmbito da circulação (local, nacional ou internacional) e à qualidade (A, B, C), por área de avaliação.

## História

### Aperfeiçoamento
Em 2012, uma Comissão da Área reforçou a discussão sobre novos critérios para o Qualis, seguindo as diretrizes da Comissão sobre o Qualis formada no 1º Seminário de Acompanhamento da Área (2011). Esta usou as referências de vínculos da Capes:
- Estrato A1 < A2;
- Estratos A1+A2 > 25% dos periódicos que a Área publicou no triênio anterior;
- Estratos A1+A2+B1 > 50% dos periódicos no Qualis;
- B2+B3+B4+B5 = 50% dos periódicos

A Comissão buscou manter o ideal anterior do Qualis, baseado em “reconhecimento pela Área”, e atualizar o reconhecimento por meio da validação pelo sistema de indexação dos periódicos, internacionais (ISI, Scopus, ERIH e, outras bases confere classificação mais elevada) e ibero-americano (SciElo), e maior valorização aos periódicos com grau de especificidade para a área de Ensino.
Em 2013, os critérios foram confirmados no 2º Seminário de Acompanhamento da Área e, aplicados ao conjunto de periódicos registrados no período de 2010-2012, gerando a lista que constava no Qualis-Ensino a então atualização, que foi usada para pontuar os trabalhos em periódicos utilizadas na avaliação trienal de 2013.
Em 2015 uma nova comissão de Área auditou os periódicos registrados pelos Programas da Área em 2013 e 2014, classificando-os segundo os critérios de indexação, escopo e acesso no documento de Área. O objetivo desta é instrumentalizar indicadores de desempenho a serem utilizados no exercício de avaliação parcial bienal no 4º Seminário de Acompanhamento da Área (2015). Este exercício teve como objetivo apontar indicativos de melhorias e/ou aperfeiçoamentos no documento de Área e nos procedimentos para a avaliação quadrienal 2017, bem como diretrizes para os programas conduzirem atividades de aperfeiçoamento até 2016.

### Substituição
O índice será substituído na avaliação do quadriênio 2025-2028 por uma classificação mais abrangente, que leva em consideração o desempenho não só da revista científica, mas também do artigo em si. Além das citações, poderão ser levados em conta outros parâmetros quantitativos individuais, como menções em sites, redes sociais e quantidade de downloads; e qualitativos, como a revista ser de acesso aberto ou de relevância nacional.

## Estrutura
A classificação é atualizada anualmente e, segue os critérios definidos pela Coordenação de Aperfeiçoamento de Pessoal de Nível Superior - CAPES, como número de exemplares circulantes, número de bases de dados em que está indexado, número de instituições que publicam na revista, etc. 
Os estratos estão divididos em oito níveis por ordem de qualidade. Os critérios de classificação dependendem da área acadêmica da avaliação. 
A título ilustrativo, a área de Educação segue os seguintes critérios de avaliação:
- Estratos Superiores: possuem Fator de Impacto medido pelo Instituto de Informação Científica (do inglês: Institute for Scientific Information - ISI)
  - A1: 100 pontos, impacto igual ou superior a 3,800;
  - A2: 85 pontos, impacto entre 3,799 e 2,500;
  - B1: 70 pontos, impacto entre 2,499 e 1,300, e;
  - B2: 55 pontos, impacto entre 1,299 e 0,001.

- Estratos Inferiores: sem fator de impacto, é de acordo com a base de dados onde estão indexados (Medline, LILACS, LATINDEX, SciElo)
  - B3: 40 pontos;
  - B4: 25 pontos;
  - B5: 10 pontos, e;
  - C (0).

## Dados
| estrato | 2013      | 2014      | 2013-2014 sem repetição | 2013-2014 repetidos | 2010-2012 sem repetição |
| ------- | --------- | --------- | ----------------------- | ------------------- | ----------------------- |
| A1      | 36 (5%)   | 31 (5%)   | 26 (4%)                 | 21                  | 40 (3%)                 |
| A2      | 36        | 36        | 52                      | 20                  | 42                      |
| B1      | 101 (15%) | 96 (15%)  | 133 (13%)               | 65                  | 155 (12%)               |
| B2      | 148 (22%) | 173 (26%) | 267 (25%)               | 53                  | 332 (25%)               |
| B3      | 96 (15%)  | 99 (15%)  | 159 (15%)               | 36                  | 200 (15%)               |
| B4      | 119 (18%) | 93 (14%)  | 178 (17%)               | 34                  | 255 (19%)               |
| B5      | 124(19%)  | 134 (20%) | 218 (21%)               | 40                  | 284 (22%)               |
| C       | 32        | 24        |                         |                     | 233                     |
| TOTAL   | 660       | 662       | 1053                    | 269                 | 1308                    |

### Críticas
- Sergio Da Silva. "Going Parochial in the Assessment of the Brazilian Economics Research Output" Economics Bulletin 29.4 (2009): 2826-2846.
- «O novo Qualis, ou a tragédia anunciada.». Rocha-e-Silva, Mauricio; Clinics (São Paulo), 64(1), 2009;

- «Classification of journals in the QUALIS System of CAPES – Urgent need of changing the criteria!» (em inglês). Clinics (Sao Paulo), 65(2), 2010;

- «Validity of Qualis database as a predictor of evidence hierarchy and risk of bias...: a case study in dentistry.» (em inglês). Clinics (Sao Paulo), 66(2) 2011;

- «The hidden factors in impact factors: a perspective from Brazilian science.» (em inglês). Front Genet, 4, 2013.